# 福井県年縞博物館
福井県年縞博物館（ふくいけんねんこうはくぶつかん）は、福井県三方上中郡若狭町にある地誌学および考古学の博物館。三方五湖の一つである水月湖の湖底で発見された7万年に及ぶ年縞に関する展示・研究を行っている。特別館長には山根一眞が就任した。
本建物は、2020年に日本建設業連合会主催の第61回BCS賞の一つに選ばれている。
日本博物館協会会員館。福井県博物館協議会加盟館。博物館法に基づく福井県教育委員会指定施設（博物館に相当する施設）である。2021年、第2回日本博物館協会賞受賞。

## 主な展示

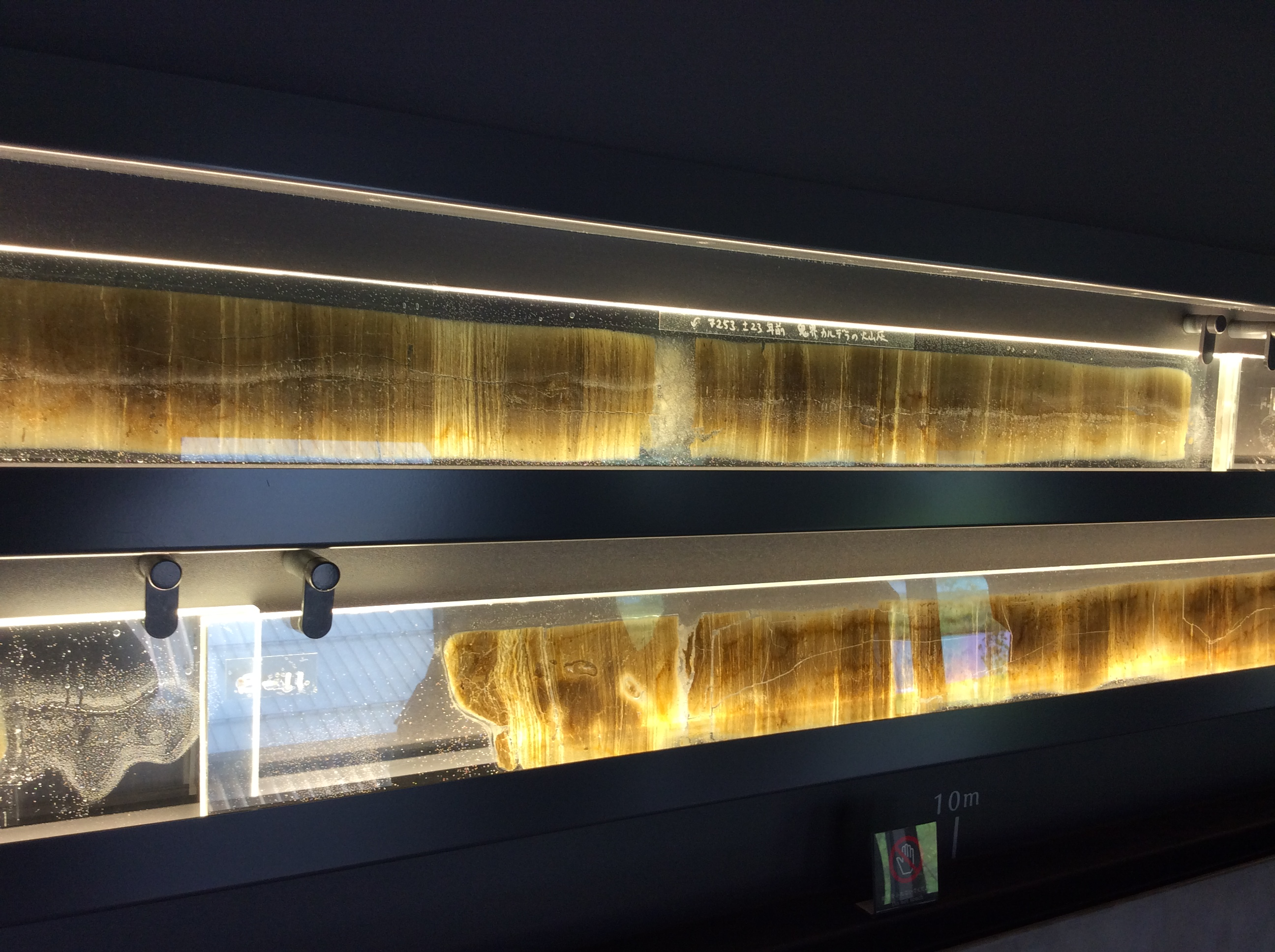
年縞の薄切標本。鬼界カルデラの火山灰が積もった部分を示す。

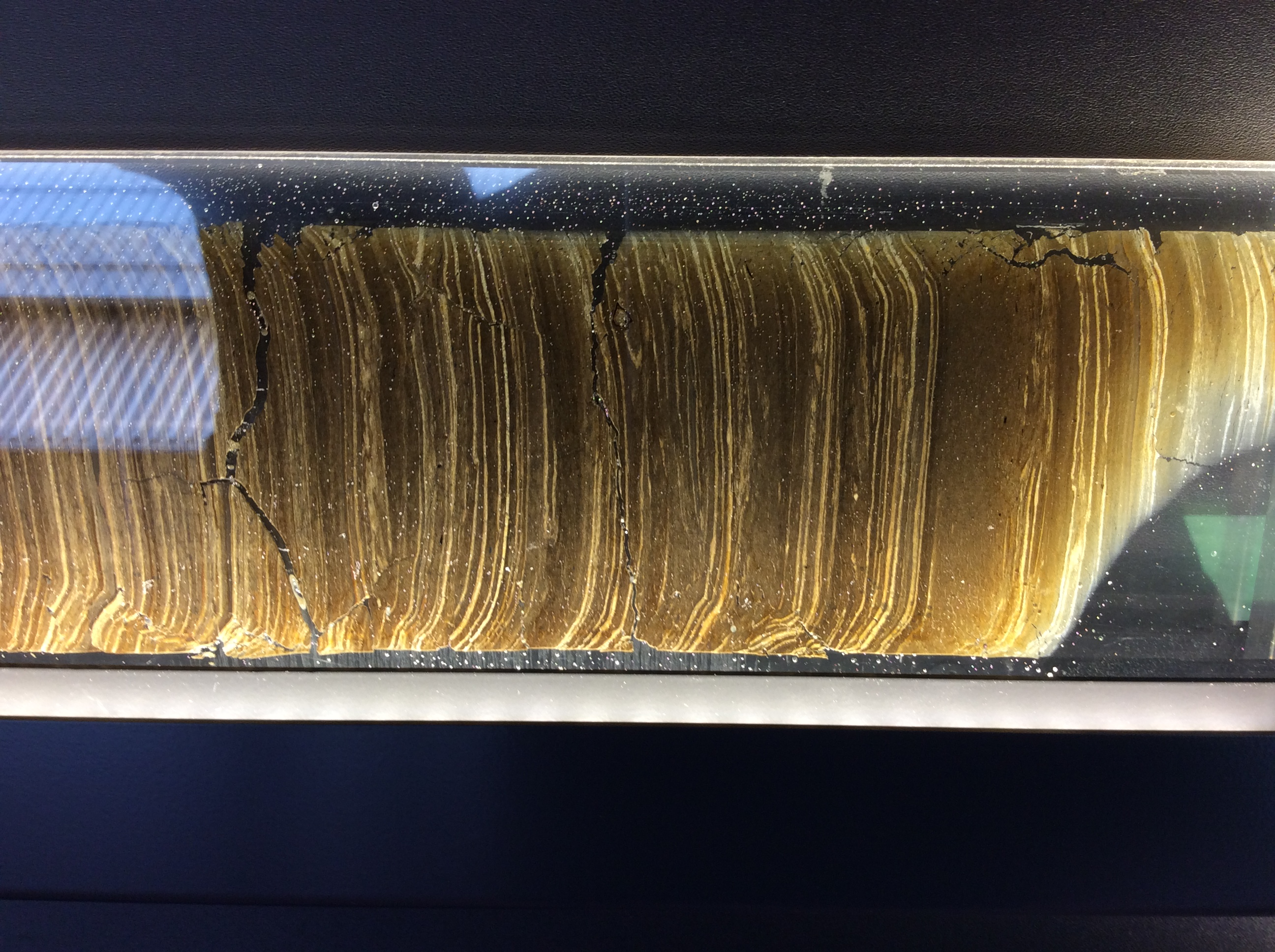
年縞の薄切標本の拡大写真

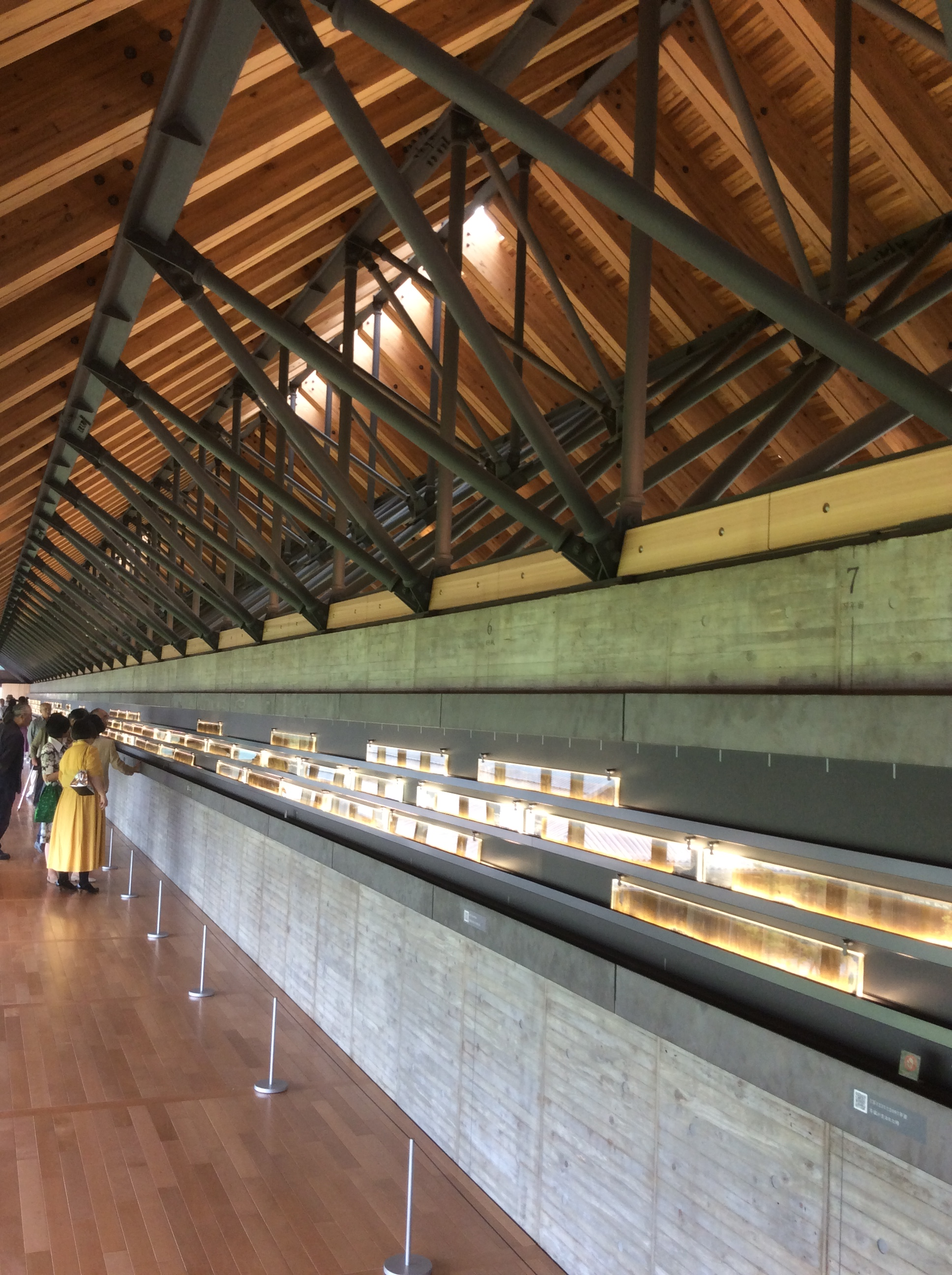
年縞の展示の様子

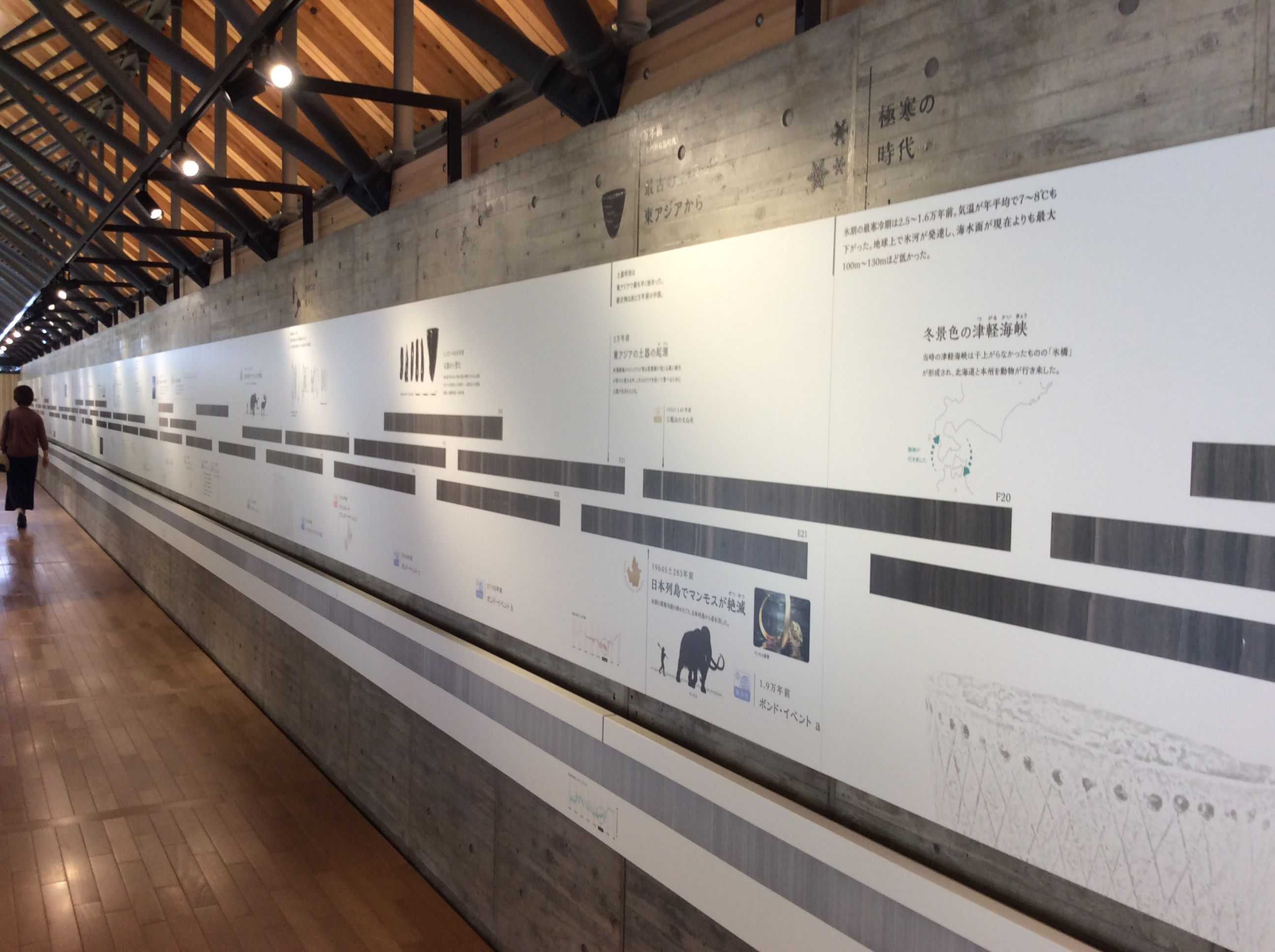
年縞と並べて、これまでに知られている地質時代および歴史時代の出来事が説明されている。

水月湖は福井県三方上中郡若狭町にある三方五湖の一つで、面積4.06 km2（五湖中最大）、周囲9.85 km、最大水深38.0 mの汽水湖である。水月湖は水深が深く、湖内に直接流れ込む大きな河川がなく、その流入などで湖底の堆積物がかき乱されることがないため、年縞が1枚ずつきれいに積み重なっている状態が保たれている。また、湖底に酸素がないため生物が生息しないことで、年縞がありのまま残されていた。さらに好条件となった背景には、湖周辺の断層の影響で湖の底面が沈降し続けており、湖底に毎年堆積物が積もっても湖が埋まることがないという特異な条件が揃っており、水月湖の年縞は「奇跡の堆積物」と呼ばれる。
この水月湖の調査は1991年（平成3年）から開始された。2006年（平成18年）に始まったボーリング調査では、湖底の堆積物は70 m以上の深度まで及び、技術的に1本の連続した試料として掘り出すことが不可能であったため、最終的に別々の4か所の穴からそれぞれ長さ1 m程度のコア（芯）を掘り出し、縞模様のパターンマッチング（採取場所の異なる複数の短いコアを連続にする為の作業）を行い、総延長70 mにも及ぶ1本のコアの層に復元された。これは過去約16万年分の連続した土を採取できたこととなり、その1 mmの抜けもない、完全に連続したこのコアサンプルは「SG06」（水月湖06年の略号）と命名された。その後、日本、イギリス、ドイツなどの共同研究チームが分析を進め、放射性炭素14、炭素12の比率を調べることで、11,200年 - 52,800年前にわたる過去約5万年間の放射性炭素年代測定を行い、その研究成果を学術雑誌『サイエンス』誌上で発表した。過去に例をみない、誤差が約5万年間で170年程度という精度の高さから、この水月湖の年縞から得られたデータは、2012年（平成24年）7月13日にフランスのユネスコ本部で開催された、世界放射性炭素会議総会（International Radiocarbon Conference）で地質学的年代決定における事実上の世界標準となった。
当博物館では、その成果を中心とした展示が行なわれている。7万年にわたる45 mの深さの年縞の実物をエポキシ樹脂包埋にした上で、薄切標本として展示している。また、水月湖の年縞の成り立ち、日本国内外で観察される年縞、年縞から推定された周辺の気候、古気候学などについて、解説・展示されている。一部の展示の説明はQRコードを読み取って行われるため、観覧の際はタブレット端末を持参すると便利である。

## アクセス
- JR小浜線三方駅から徒歩20 - 25分ほど、レンタサイクルで10分ほどである。
- 若狭町営バス常神・三方線常神方面行きにて13分。縄文ロマンパーク下車すぐ。

## 隣接施設
同じく三方五湖の三方湖のほとり、鰣川の河口近く、縄文ロマンパーク内に位置する敷地内には、若狭三方縄文博物館、縄文コロセウム、福井県立三方青年の家、道の駅三方五湖、福井県里山里海湖研究所が隣接している。

## 入館情報
火曜日（祝休日の場合は開館し、翌日休館）と年末年始は休館。若狭三方縄文博物館との間では、共通割引入場券が発売されている。